# آلان قاي
آلان قاي (بالفرنسية: Alain Guy)‏ هو فيلسوف فرنسي، ولد في 11 أغسطس 1918 في لا روشيل في فرنسا، وتوفي في 7 نوفمبر 1998 في أربونة في فرنسا.